# Toxin (Band)
Toxin ist eine Kasseler Speed- und Thrash-Metal-Band, die im Jahr 1986 gegründet wurde.

## Geschichte
Die Band wurde im Jahr 1986 vom Gitarristen Frank Ungewickel und dem Schlagzeuger Michael Kramer gegründet. Noch im selben Jahr kam Andreas Wendel als Bassist zur Band. Zusammen nahmen sie mit Intoxicated und Progress and Decay die ersten beiden Demos auf. Nachdem Jendrick Pieck als zweiter Gitarrist zur Band gestoßen war, spielte sie die EP Aphorisms ein. Noch während der Veröffentlichung des Tonträgers verließ Pieck die Band wieder und wurde durch Stephan Kaufmann ersetzt. In dieser Besetzung erschien über Black Fantasy Records das Debütalbum Misantrophy im Jahr 1991, das von Heinz Mikus (Risk) produziert wurde. Danach folgte die EP Cloned und das Demo Disparity of Views. Von 1996 bis 2002, wobei die Band im April 2002 ihr letztes Konzert abgehalten hatte, sowie von 2003 bis 2010 war die Band inaktiv. 2012 trat die Band beim zweiten Power of Metal Festival in Kassel und beim Schwalm Metal Open Air auf. Im Jahr 2014 gründete Ungewickel die Band Code Red Organisation.

## Stil
Auf Aphorisms spielt die Band laut Götz Kühnemund vom Metal Hammer eine abwechslungsreiche Mischung aus Speed- und Thrash-Metal, die internationales Format besäße. Außerdem charakteristisch sei der Einsatz von drei Sängern. Laut Kühnemund ist die Gruppe vergleichbar mit Vendetta. Uwe Schnädelbach stimmte in seiner Rezension im Metal Hammer zu Misantrophy einem Vergleich zu Vendetta zu und zog Risk als weiteres Beispiel heran, was auch der Produktion durch Heinz Mikus zu verdanken sei. Robert Müller schrieb ebenfalls im Metal Hammer, dass Disparity of Views, wie bereits die Vorgänger, technisch anspruchsvollen Thrash Metal bietet, der auch Einflüsse aus dem Hardcore Punk aufweise. Zudem seien in den Liedern zahlreiche Breaks verwendet worden.

## Diskografie
- 1988: Intoxicated (Demo, Eigenveröffentlichung)
- 1988: Progress and Decay (Demo, Eigenveröffentlichung)
- 1989: Aphorisms (EP, Black Fantasy Records)
- 1991: Misantrophy (Album, Black Fantasy Records)
- 1994: Disparity of Views (Demo, Eigenveröffentlichung)
- 1994: Cloned (EP, Eigenveröffentlichung)
- 2002: Demo 2002 (Demo, Eigenveröffentlichung)